# Chromalveolata
Die Einteilung der Lebewesen in Systematiken ist kontinuierlicher Gegenstand der Forschung. So existieren neben- und nacheinander verschiedene systematische Klassifikationen. 
Das hier behandelte Taxon ist durch neue Forschungen obsolet geworden oder ist aus anderen Gründen nicht Teil der in der deutschsprachigen Wikipedia dargestellten Systematik.

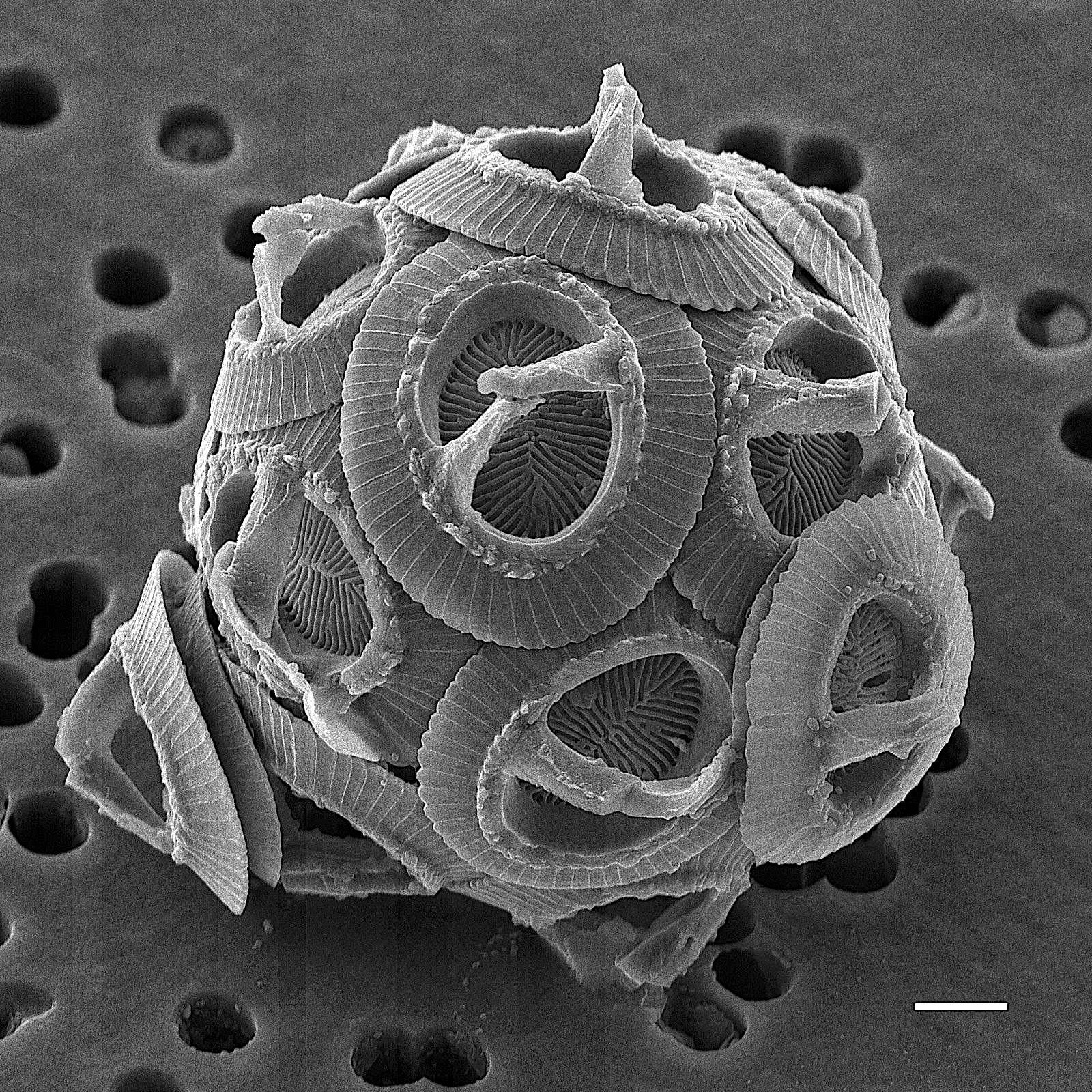
Gephyrocapsa oceanica

Die Chromalveolata waren eine von sechs Gruppen von Eukaryoten, also Lebewesen mit Zellkernen, die es nach der Systematik der Eukaryoten von Adl u. a. 2005 gab. Zu ihnen gehören vor allem verschiedene photosynthetisch aktive Gruppen, die allgemein als Algen bezeichnet werden.

## Merkmale
Die Chromalveolata besitzen Plastiden, die aus einer sekundären Endosymbiose mit einem Vertreter der Archaeplastida stammen. Das heißt, sie haben einen eukaryontischen Einzeller mit Plastiden als Endosymbionten aufgenommen und den primären Wirt so weit reduziert, dass nur mehr der Plastid übrig blieb. Die Plastiden können bei manchen Gruppen sekundär wieder verloren gehen oder reduziert werden. Einige dieser Arten können Plastiden wiederum tertiär wiedererlangen. 

## Systematik
Die Chromalveolata wurden 2005 durch eine Arbeitsgruppe um Sina Adl erstbeschrieben. Sie gliederte die Chromalveolata in vier Gruppen ohne klassische Rangstufen:
- Cryptophyceae
- Kalkalgen (Haptophyta)
- Stramenopile (Stramenopiles)
- Alveolata

Im Jahr 2012 wurden im Rahmen einer Revision derselben Arbeitsgruppe Stramenopile und Alveolata zusammen mit den Rhizaria in das Taxon Sar gestellt, die Chromalveolata wurden dabei zerschlagen.